# Groupement interministériel de contrôle
Pour les articles homonymes, voir GIC.
Le Groupement interministériel de contrôle (GIC) est un organisme français dépendant du Premier ministre chargé de mettre en œuvre certaines techniques de renseignement, dites les plus intrusives, notamment des écoutes et ce pour le compte des services de renseignement y ayant recours. Ces techniques de renseignement font l'objet d'une demande d'autorisation systématique auprès du Premier ministre.
Le Groupement interministériel de contrôle est créé en 1960 par le Premier ministre Michel Debré pour coordonner le renseignement en France. Il est longtemps resté inconnu du grand public, protégé par le secret de la défense nationale, et n'est officiellement avalisé par un décret que 42 ans après sa création, en 2002.
Ce service est rattaché au secrétariat général de la Défense et de la Sécurité nationale (SGDSN), autorité chargée d'assister le Premier ministre dans l'exercice de ses responsabilités en matière de défense et de sécurité nationale.

## Histoire et cadre juridique
Le GIC a été institué le 28 mars 1960 par une décision non publiée de Michel Debré,. Son rôle est distinct du Groupement des contrôles radioélectriques qui écoutait systématiquement les émissions étrangères. Il est aujourd'hui l'équivalent administratif de l'Agence nationale des techniques d'enquêtes numériques judiciaires, chargée des interceptions dans le domaine judiciaire et ex-délégation aux interceptions judiciaires du ministère de la Justice.

## Missions
Les écoutes téléphoniques menées par le GIC sont dites « de sécurité », par opposition aux écoutes dites « judiciaires » décidées par un juge d'instruction. Elles étaient contrôlées par la Commission nationale de contrôle des interceptions de sécurité (CNCIS), créée par la loi du 10 juillet 1991, et le sont depuis juillet 2015 par la Commission nationale de contrôle des techniques de renseignement qui remplace la CNCIS depuis l'adoption de la loi relative au renseignement.
Les missions du GIC ont évolué afin de prendre en charge les interceptions et la collecte de données techniques en sus des écoutes téléphoniques.

## Cadrage
De nombreux décrets, arrêtés, instructions et circulaires ont été publiés pour cadrer « l'activité des services de renseignement, leur organisation interne, le statut de leurs personnels ou leurs missions », ainsi que les moyens et le fonctionnement du GIC, tous protégés par le secret de la défense nationale. À titre d'exemple, le décret non publié du 26 août 1964 sur le contre-espionnage est le premier à fixer les compétences territoriales respectives du Service de documentation extérieure et de contre-espionnage et de la direction de la Surveillance du territoire, non rendu public et ignoré des parlementaires alors qu'il revêtait une grande importance pour le domaine du renseignement. Selon les députés Jean-Jacques Urvoas et Patrice Verchère, il n'existe pas de recueil classifié disponible pour les membres de la délégation parlementaire au renseignement ni même pour les instances gouvernementales.
Concernant les informations publiques, le GIC était initialement régi par le décret no 2002-497 du 12 avril 2002 qui a officialisé juridiquement son existence, dispositions qui ont été codifiées en 2014 aux articles R. 242-1 à R. 242-3 du code de la sécurité intérieure (CSI). Les écoutes menées par le GIC étaient encadrées par les articles L. 241-1 à L. 245-3 issus de la loi du 10 juillet 1991.
Depuis l'adoption de la loi no 2015-912 du 24 juillet 2015 relative au renseignement, et de son décret d'application no 2016-67 du 29 janvier 2016 relatif aux techniques de recueil de renseignement, le GIC relève des articles R. 823-1 à D. 823-5 du CSI, et ses écoutes des articles R. 851-6 à R. 851-10. 
Cet organisme a été largement employé aux débuts de la Cinquième République, notamment dans le cadre de la guerre d'Algérie et de la lutte anti-OAS. Il a été au centre de l'affaire des écoutes de l'Élysée.
L'article 6 de la loi no 2006-64 du 23 janvier 2006 relative à la lutte contre le terrorisme modifie le système disponible depuis 1991. Pour François Jaspart, « depuis 1991, nous avions une loi sur les écoutes, mais la procédure d'autorisation auprès de la CNCIS étant assez lourde, un dispositif plus souple était devenu nécessaire ».
En 2008, le GIC est cité au cours de l'affaire de Tarnac en raison du plantage d'un terminal de paiement électronique d'une épicerie sur une ligne téléphonique de type RTC,.
En 2012, le GIC se dote d'un peloton de sécurité issu de l'escadron de sécurité et d'appui de Maisons-Alfort.
En 2016, le décret d'application de la loi relative au renseignement a renforcé le rôle-pivot du GIC, au moment où le Premier ministre Manuel Valls en nomme le nouveau directeur. Il dresse la liste des données techniques de connexion accessibles aux services de renseignement. Le GIC passe ainsi de tâches principalement opérationnelles et de routine à des tâches de développement informatique et d'innovation pour s'adapter à ces évolutions et ce grâce à un renfort de techniciens et d'ingénieurs dont des développeurs. La même année, le GIC met fin à la gestion administrative de ses membres par la direction générale de la Sécurité extérieure (DGSE) : entérinant ainsi le rapprochement avec les  services du Premier ministre.
En 2021, les services de l'État s'appuient sur le GIC dans le cadre de l'affaire Pegasus. La même année, le GIC aurait mis en œuvre pas moins de 300 techniques de renseignement sans obtenir la signature du Premier ministre.
Son budget 2024 est de 46 millions d'euros.

## Moyens
Dans son rapport 2004, la CNCIS soulignait que le GIC comprenait pour Paris et l'Île-de-France le centre principal des Invalides et les sites de Versailles, Bobigny et d'Évry. Pour la province et le reste de la métropole, on recensait trois zones d'exploitation comprenant des antennes principales et secondaires : 
- Ouest
  - Bordeaux,
  - Rennes,
  - Rouen,
  - Tours,
  - Toulouse ;
- Méditerranée
  - Lyon,
  - Marseille,
  - Nice ;
- Nord-Est
  - Dijon,
  - Lille,
  - Nancy

et de nouvelles antennes secondaires devaient éclore dans les années à venir pour compléter la couverture du territoire. 
En 2020, le GIC prévoit d'implanter un nouveau site technique dans les Outre-mer à Cayenne. En 2020, le GIC compte également une extension rue du Cherche-Midi à Paris et ce depuis 2016. Lors de son déménagement vers la petite couronne, le GIC quitte cette emprise. 
En 2021, le GIC comptait une quarantaine d'antennes disséminées sur le territoire, et 284 agents (contre 132 en 2015 et 250 en 2021), la part de contractuels passant de 35 à 53 %.
En 2024, le GIC comprend un site à Montrouge accompagné d'une équipe de la direction générale de la Sécurité intérieure (DGSI).
Le nombre maximum d'interceptions de sécurité est limité par un quota ou contingent maximum de cibles écoutables, fixé par le Premier ministre, afin d'« inciter les services concernés à supprimer le plus rapidement possible les interceptions devenues inutiles, avant de pouvoir procéder à de nouvelles écoutes », passé de 1 180 lignes en 1991 à 1 540 en 1997, 1 670 en 2003, 1 840 en 2008, 2 190 en 2014 et 2 800 à la suite des attentats contre Charlie Hebdo. Dans son rapport, la CNCIS soulignait néanmoins l'absence de cas récent de l'emploi de la totalité du contingent général. En 2013, la CNCIS avait émis 82 avis défavorables lors des demandes initiales et des demandes de renouvellement, tous suivis par le Premier ministre, et autorisé 6 100 interceptions de sécurité qui ont effectivement été pratiquées (contre 6 095 en 2012).
La charge de travail du GIC dépend du niveau de la menace à laquelle font face les services de renseignement, de l'évolution des technologies de l'information et de la communication, de l'évolution des techniques de renseignement, de l'évolution du cadre législatif encadrant la communauté nationale du renseignement et du nombre d'opérateurs de communications électroniques et assimilés participant à l'effort de renseignement et soumis aux interceptions obligatoires légales.

## Algorithmes «boîtes noires»
En 2022, un rapport indique que quatre algorithmes ont été validés pour mise en place par le GIC, dont trois en lien avec les métadonnées téléphoniques et un avec la surveillance des URL : surveillance techniquement de fait limitée à une partie de l'URL, le Server Name Indication (technique confrontée aujourd'hui à l'extension ECH pour Encrypted Client Hello), hors recours à des méthodes à base de chiffrement cherchable grâce notamment au poids des requêtes ou, le cas échéant, aux appels externes faits simultanément lors d'une requête et ce dans le cas du recours complet ou partiel à TLS car sinon la totalité de l'URL d'une requête est en clair facilitant ainsi la surveillance.
Ces algorithmes génèrent des alertes potentiellement suivies de levées d'anonymat en fonction des demandes des services de renseignement, demandes soumises à la signature du Premier ministre.
En février 2025, un article du Monde indique la présence d'un cinquième algorithme.
Le 12 juin 2025, le Conseil constitutionnel censure le passage de la loi en lien avec la surveillance des URL et ce sans impact sur les algorithmes existants car n'interdit pas la collecte des URL mais leur traitement.

## CNET Sagic Service administratif
En 2015, à la suite d'une violation de données au sein de l'entreprise italienne Hacking Team, des journalistes font le rapprochement entre le GIC et une entité déclarée dissoute, au nom de CNET Sagic Service administratif, sise à la même adresse que le GIC.

## Directeurs
| Grade                            | Directeur            | Arrêté de nomination | Arrêté de nomination |
| -------------------------------- | -------------------- | -------------------- | -------------------- |
| général de brigade               | Eugène Caillot       | 1960                 |                      |
| général de brigade (2s)          | Pierre Gallot        | 1974                 |                      |
| général de brigade               | Pierre Charroy       | 1er mars 1983        |                      |
| contre-amiral                    | Jean-Marie Le Balc'h | 18 avril 2002        | [ f ]                |
| général de brigade (2s)          | Jean-Luc Epis        | 15 décembre 2003     | [ g ]                |
| général de brigade aérienne (2s) | Claude Baillet       | 7 décembre 2007      | [ h ]                |
| contre-amiral (2s)               | Bruno Durteste (d)   | 1er août 2012        | [ i ]                |
| ingénieur en chef de l'armement  | Pascal Chauve        | 29 janvier 2016      | [ j ]                |

## Relations
Le GIC est susceptible de collaborer avec l'ensemble des opérateurs de communications électroniques et assimilés.
Le GIC a collaboré notamment avec France Télécom et à travers sa filiale France Télécom Mobiles victime d'un cambriolage à Montrouge, en 2000, en lien avec les interceptions de sécurité.

## Logo
Le logo du GIC est de forme ronde sur un fond bleu pétrole. Il présente une chouette aux ailes déployées et des chaînes de binaire sur une sphère avec les inscriptions « GIC », « République française » et « Groupement interministériel de contrôle » ainsi que deux symboles étoile. Le logo reprend également les couleurs du drapeau national.

## Homologues étrangers
- la Bundesnetzagentur (BNetzA) pour l'Allemagne